# Comité de transition pour le salut du peuple
Das Comité de transition pour le salut du peuple (dt.: Übergangskomitee zur Rettung des Volkes) war das Regierungsorgan, welches unmittelbar nach dem Staatsstreich zum Sturz von Präsident Moussa Traoré im Jahr 1991 gegründet wurde.
Dieses Komitee regierte Mali vom 26. März 1991 bis 8. Juni 1992. Der alleinige Präsident war Amadou Toumani Touré, der anschließend von 2002 bis 2012 demokratisch gewählter Präsident der Republik Mali wurde. 2012 wurde er dann seinerseits durch einen Staatsstreich gestürzt.